# Sholinganallur
Sholinganallur é uma panchayat (vila) no distrito de Kancheepuram, no estado indiano de Tamil Nadu.

## Demografia
Segundo o censo de 2001,  Sholinganallur  tinha uma população de 15,519 habitantes. Os indivíduos do sexo masculino constituem 52% da população e os do sexo feminino 48%. Sholinganallur tem uma taxa de literacia de 72%, superior à média nacional de 59.5%: a literacia no sexo masculino é de 78% e no sexo feminino é de 65%. Em Sholinganallur, 12% da população está abaixo dos 6 anos de idade.